# القوى المعممة
يندرج استخدام القوى المعممة في ميكانيكا لاغرانج ، حيث تتناقض مهامها مع الإحداثيات المعممة. ونحصل عليها من القوى التطبيقية، Fi, i=1,..., n، المؤثرة في أي نظام يتميز بمواصفات محددة في مصطلحات الإحداثيات المعممة. في معادلة الشغل الافتراضي، كل قوة معممة هي معامل اختلاف للإحداثيات المعممة.

## الشغل الافتراضي
يمكن الحصول على القوى المعممة من حساب الشغل الافتراضي, δW, of the applied forces.:265
الشغل الافتراضي للقوى, Fi, بناءً على الجزيئات Pi, i=1,..., n, التي يتم الحصول عليها من
{\displaystyle \delta W=\sum _{i=1}^{n}\mathbf {F} _{i}\cdot \delta \mathbf {r} _{i}}
حيث δri هي النزوح الظاهري للجزيئات Pi.

### الإحداثيات المعممة
لنفترض أن المتجهات الموضعية الجزيئات، ri، هي وظيفة الإحداثيات المعممة، qj, j=1,...,m. ثم يتم تقدير النزوح الظاهري δri عن طريق
{\displaystyle \delta \mathbf {r} _{i}=\sum _{j=1}^{m}{\frac {\partial \mathbf {r} _{i}}{\partial q_{j}}}\delta q_{j},\quad i=1,\ldots ,n,}
حيث δqj هي النزوح الظاهري للإحداثيات المعممة qj.
يصبح الشغل الافتراضي لنظام الجزيئات
{\displaystyle \delta W=\mathbf {F} _{1}\cdot \sum _{j=1}^{m}{\frac {\partial \mathbf {r} _{1}}{\partial q_{j}}}\delta q_{j}+\ldots +\mathbf {F} _{n}\cdot \sum _{j=1}^{m}{\frac {\partial \mathbf {r} _{n}}{\partial q_{j}}}\delta q_{j}.}
جمع معاملات qj لذلك
{\displaystyle \delta W=\sum _{i=1}^{n}\mathbf {F} _{i}\cdot {\frac {\partial \mathbf {r} _{i}}{\partial q_{1}}}\delta q_{1}+\ldots +\sum _{i=1}^{n}\mathbf {F} _{i}\cdot {\frac {\partial \mathbf {r} _{i}}{\partial q_{m}}}\delta q_{m}.}

### القوى المعممة
يمكن صياغة الشغل الافتراضي لأي نظام جزيئات في شكل
{\displaystyle \delta W=Q_{1}\delta q_{1}+\ldots +Q_{m}\delta q_{m},}
بحيث تكون
{\displaystyle Q_{j}=\sum _{i=1}^{n}\mathbf {F} _{i}\cdot {\frac {\partial \mathbf {r} _{i}}{\partial q_{j}}},\quad j=1,\ldots ,m,}
وتسمى قوى التعميم المرتبطة بالإحداثيات المعممة qj, j=1,...,m.

### معادلة السرعة
عند تطبيق مبدأ الشغل الافتراضي نجد سهولة في كثير من الأحيان في الحصول على النزوح الظاهري من سرعات النظام. لنظام الجزيئات n، ندع سرعة كل جزيء Pi be Vi, then the virtual displacement δri يمكن صياغته أيضًا في شكل 
{\displaystyle \delta \mathbf {r} _{i}=\sum _{j=1}^{m}{\frac {\partial \mathbf {V} _{i}}{\partial {\dot {q}}_{j}}}\delta q_{j},\quad i=1,\ldots ,n.}
يعني ذلك أن القوى المعممة، Qj، يمكن تحديدها كما يلي
{\displaystyle Q_{j}=\sum _{i=1}^{n}\mathbf {F} _{i}\cdot {\frac {\partial \mathbf {V} _{i}}{\partial {\dot {q}}_{j}}},\quad j=1,\ldots ,m.}

## مبدأ ألمبرت (D'Alembert's principle)
صاغ ألمبرت ديناميكيات الجزيئات كتوازن القوى المطبقة مع أي قوة قصور ذاتي (تُسمى القوة الظاهرة)، مبدأ ألمبرت. قوة القصور الذاتي للجزيء، Pi، للكتلة mi هي
{\displaystyle \mathbf {F} _{i}^{*}=-m_{i}\mathbf {A} _{i},\quad i=1,\ldots ,n,}
بينما Ai هو تسريع للجزيء.
إذا اعتمد تكوين نظام الجزيئات على الإحداثيات المعممة qj, j=1,...,m، فمن ثم نحصل على قوة القصور الذاتي بواسطة
{\displaystyle Q_{j}^{*}=\sum _{i=1}^{n}\mathbf {F} _{i}^{*}\cdot {\frac {\partial \mathbf {V} _{i}}{\partial {\dot {q}}_{j}}},\quad j=1,\ldots ,m.}
صيغة ألمبرت لمبدأ نواتج الشغل الافتراضي
{\displaystyle \delta W=(Q_{1}+Q_{1}^{*})\delta q_{1}+\ldots +(Q_{m}+Q_{m}^{*})\delta q_{m}.}